# Comuna Provallea, Sverdlovsk
Provallea (în ucraineană Провалля) este o comună în raionul Sverdlovsk, regiunea Luhansk, Ucraina, formată din satele Bobrîkivka, Ceremșîne, Maiak, Provallea (reședința) și Zîmivnîkî.

## Demografie
Componența lingvistică a comunei Provallea
     Rusă (87,81%)
     Ucraineană (7,57%)
     Alte limbi (0,12%)
Conform recensământului din 2001, majoritatea populației comunei Provallea era vorbitoare de rusă (87,81%), existând în minoritate și vorbitori de ucraineană (7,57%).